# 曹福田
曹福田（19世纪—1901年），清朝天津义和团首领。

## 生平
直隶静海人。游勇出身，在静海、南皮、庆云发展义和团。1900年，率领两千人到天津，建立总坛口。6月18日，曹福田和张德成还有清军攻打八国联军占据的老龙头火车站，但以惨败告终。直隶总督裕禄请他们到总督衙门，与聂士成、马玉昆讨论守卫天津。6月27日，再攻老龙头火车站，7月14日，天津陷落，曹福田不与联军作战，专杀武卫军落单兵勇，为报当年聂士成剿杀之仇，甚至派人去抓了聂士成的老母亲。最后他狼狈逃回静海，次年因大搞摩擦在静海被抓斩首。